# Gullholmen
Gullholmen is een plaats en eiland in de gemeente Orust in het landschap Bohuslän en de provincie Västra Götalands län in Zweden. De plaats heeft 148 inwoners (2005) en een oppervlakte van 32 hectare.
De plaats is een van Zwedens oudste vissersplaatsen. De bebouwing van de plaats ligt deels op het kleine eiland Gullholmen en deels op het eiland Härmanö.